# Asamblea Nacional de la República Democrática del Congo
La Asamblea Nacional es la cámara baja del Parlamento de la República Democrática del Congo. Fue establecida por la Constitución de 2006. Junto al Senado forma el Parlamento de la República Democrática del Congo.
Se sitúa en el Palacio del Pueblo de Kinshasa, la capital del país.

## Sistema electoral
La Asamblea Nacional se elige cada cinco años por sufragio universal. Está compuesta de 500 miembros, 41 elegidos en circunscripciones de un solo diputado y el resto en cirscunscripciones de varios diputados en listas abiertas.

## Actual Asamblea

Elecciones de 2018

La actual Asamblea fue elegida en las elecciones generales de 2006. Desde el 30 de diciembre de 2006 el presidente de la Asamblea es Vital Kamerhe del Partido del Pueblo para la Reconstrucción y la Democracia de Joseph Kabila.
A continuación se expone una tabla con los resultados de las elecciones.
| Partido                                                                                               | Escaños | Porcentaje |
| --- | ------- | ---------- |
| Partido del Pueblo para la Reconstrucción y la Democracia (PPRD)                                      | 111     | 22.2       |
| Movimiento de Liberación del Congo (MLC)                                                              | 64      | 12.8       |
| Partido Lumumbista Unificado (PALU)                                                                   | 34      | 6.8        |
| Movimiento Social por la Renovación (MSR)                                                             | 27      | 5.4        |
| Fuerzas de Renovación                                                                                 | 26      | 5.2        |
| Reagrupamiento Congoleño para la Democracia (RCD)                                                     | 15      | 3.0        |
| Coalición de los Demócratas Congoleños (CODECO)                                                       | 10      | 2.0        |
| Convención de los Demócratas Cristianos (CDC)                                                         | 10      | 2.0        |
| Unión de los Demócratas Mobutistas (UDEMO)                                                            | 9       | 1.8        |
| Campo de la Patria                                                                                    | 8       | 1.6        |
| Democracia Cristiana Federalista-Convención de Federalistas por la Democracia Cristiana (DCF-COFEDEC) | 8       | 1.6        |
| Partido Demócrata Cristiano (PDC)                                                                     | 8       | 1.6        |
| Unión de los Nacionalistas Federalistas del Congo (UNAFEC)                                            | 7       | 1.4        |
| Alianza Congoleños de los Demócrata Cristianos (ACDC)                                                 | 4       | 0.8        |
| Alianza de los Demócratas Congoleños (ADECO)                                                          | 4       | 0.8        |
| Convención de los Congoleños Unidos (CCU)                                                             | 4       | 0.8        |
| Patriotas Resistentes Maï-Maï (PRM)                                                                   | 4       | 0.8        |
| Reagrupamientos de los Congoleños Demócratas y Nacionalistas (RCDN)                                   | 4       | 0.8        |
| Unión del Pueblo por la República y el Desarrollo Integral (UPRDI)                                    | 4       | 0.8        |
| Alliance des Bâtisseurs du Kongo (ABAKO)                                                              | 3       | 0.6        |
| Convención Democrática por el Desarrollo (CDD)                                                        | 3       | 0.6        |
| Convención por la República y la Democracia (CRD)                                                     | 3       | 0.6        |
| Partido de la Alianza Nacional por la Unidad (PANU)                                                   | 3       | 0.6        |
| Partido de los Nacionalistas por el Desarrollo Integral (PANADI)                                      | 3       | 0.6        |
| Unión de Patriotras Congoleños (UPC)                                                                  | 3       | 0.6        |
| Unión Nacional de los Demócratas Federalistas (UNADEF)                                                | 3       | 0.6        |
| Alliance des Nationalistes Croyants Congolais (ANCC)                                                  | 2       | 0.4        |
| Alianza por la Renovación del Congo (ARC)                                                             | 2       | 0.4        |
| Forces Novatrices pour l'Union et la Solidarité (FONUS)                                               | 2       | 0.4        |
| Movimiento por la Democracia y el Desarrollo (MDD)                                                    | 2       | 0.4        |
| Partido Congoleño por el Buen Gobierno (PCBG)                                                         | 2       | 0.4        |
| Partido de la Revolución del Pueblo (PRP)                                                             | 2       | 0.4        |
| Partido Demócrata y Social Cristiano (PDSC)                                                           | 2       | 0.4        |
| Reagrupamiento de las Fuerzas Sociales y Federalistas (RSF)                                           | 2       | 0.4        |
| Renaissance Plate-forme électorale (RENAISSANCE-PE)                                                   | 2       | 0.4        |
| Solidaridad por el Desarrollo Nacional (SODENA)                                                       | 2       | 0.4        |
| Unión por la Mayoría Republicana (UMR)                                                                | 2       | 0.4        |
| Unión Nacional de los Demócratas Cristianos (UNADEC)                                                  | 2       | 0.4        |
| Action de Rassemblement pour la Reconstruction et l'Edification Nationales (ARREN)                    | 1       | 0.2        |
| Alliance des Nationalistes Congolais/Plate Forme (ANC/PF)                                             | 1       | 0.2        |
| Conscience et Volonté du Peuple (CVP)                                                                 | 1       | 0.2        |
| Convention Chrétienne pour la Démocratie (CCD)                                                        | 1       | 0.2        |
| Convention Nationale d'Action Politique (CNAP)                                                        | 1       | 0.2        |
| Convention Nationale pour la République et le Progrès (CNRP)                                          | 1       | 0.2        |
| Démocratie Chrétienne (DC)                                                                            | 1       | 0.2        |
| Front des Démocrates Congolais (FRODECO)                                                              | 1       | 0.2        |
| Front pour l'Intégration Sociale (FIS)                                                                | 1       | 0.2        |
| Front Social des Indépendants Républicains (FSIR)                                                     | 1       | 0.2        |
| Front des Sociaux Démocrates pour le Développement (FSDD)                                             | 1       | 0.2        |
| Générations Républicaines (GR)                                                                        | 1       | 0.2        |
| Mouvement d'Action pour la Résurrection du Congo, Parti du Travail et de la (MARC-PTF)                | 1       | 0.2        |
| Mouvement d'Autodéfense pour l'Intégrité et le Maintien de l'Autorité Indép (MAI-MAI MOUVE)           | 1       | 0.2        |
| Mouvement du Peuple Congolais pour la République (MPCR)                                               | 1       | 0.2        |
| Mouvement Populaire de la Révolution (MPR)                                                            | 1       | 0.2        |
| Mouvement Solidarité pour la Démocratie et le Développement (MSDD)                                    | 1       | 0.2        |
| Mouvement Maï-Maï (MMM)                                                                               | 1       | 0.2        |
| Organisation Politique des Kasavubistes et Alliés (OPEKA)                                             | 1       | 0.2        |
| Parti Congolais pour le Bien-être du Peuple (PCB)                                                     | 1       | 0.2        |
| Parti de l'Unité Nationale (PUNA)                                                                     | 1       | 0.2        |
| Parti National du Peuple (PANAP)                                                                      | 1       | 0.2        |
| Rassemblement des Chrétiens pour le Congo (RCPC)                                                      | 1       | 0.2        |
| Rassemblement des Écologistes Congolais, les verts (REC-LES VERTS)                                    | 1       | 0.2        |
| Rassemblement pour le Développement Économique et Social (RADESO)                                     | 1       | 0.2        |
| Union Congolaise pour le Changement (UCC)                                                             | 1       | 0.2        |
| Union des Libéraux Démocrates Chrétiens (ULDC)                                                        | 1       | 0.2        |
| Union des Patriotes Nationalistes Congolais (UPNAC)                                                   | 1       | 0.2        |
| Union pour la Défense de la République (UDR)                                                          | 1       | 0.2        |
| Independientes                                                                                        | 63      | 12.6       |
| No asignados                                                                                          | 2       | 0.4        |
| Total                                                                                                 | 500     | 100        |